# Lakeview (Oregon)
Lakeview – miasto w Stanach Zjednoczonych, w stanie Oregon, siedziba administracyjna hrabstwa Lake.